# ایتالیای کوچک
ایتالیای کوچک (انگلیسی: Little Italy) با نامِ اصلیِ جوخهٔ ضد مافیا (ایتالیایی: Squadra antimafia)، یک فیلم کمدی پلیسی ایتالیایی به کارگردانی برونو کوربوچی است که در سال ۱۹۷۸ منتشر شد.

## بازیگران
- توماس میلیان
- انزو کنوله
- ایلای والاک
- بومبولو
- مارگریتا فومرو
- ماسیمو وانی
- انتسو پولکرانو